# Wilhelma (Palestine)
Pour le jardin botanique et zoologique, voir Wilhelma.

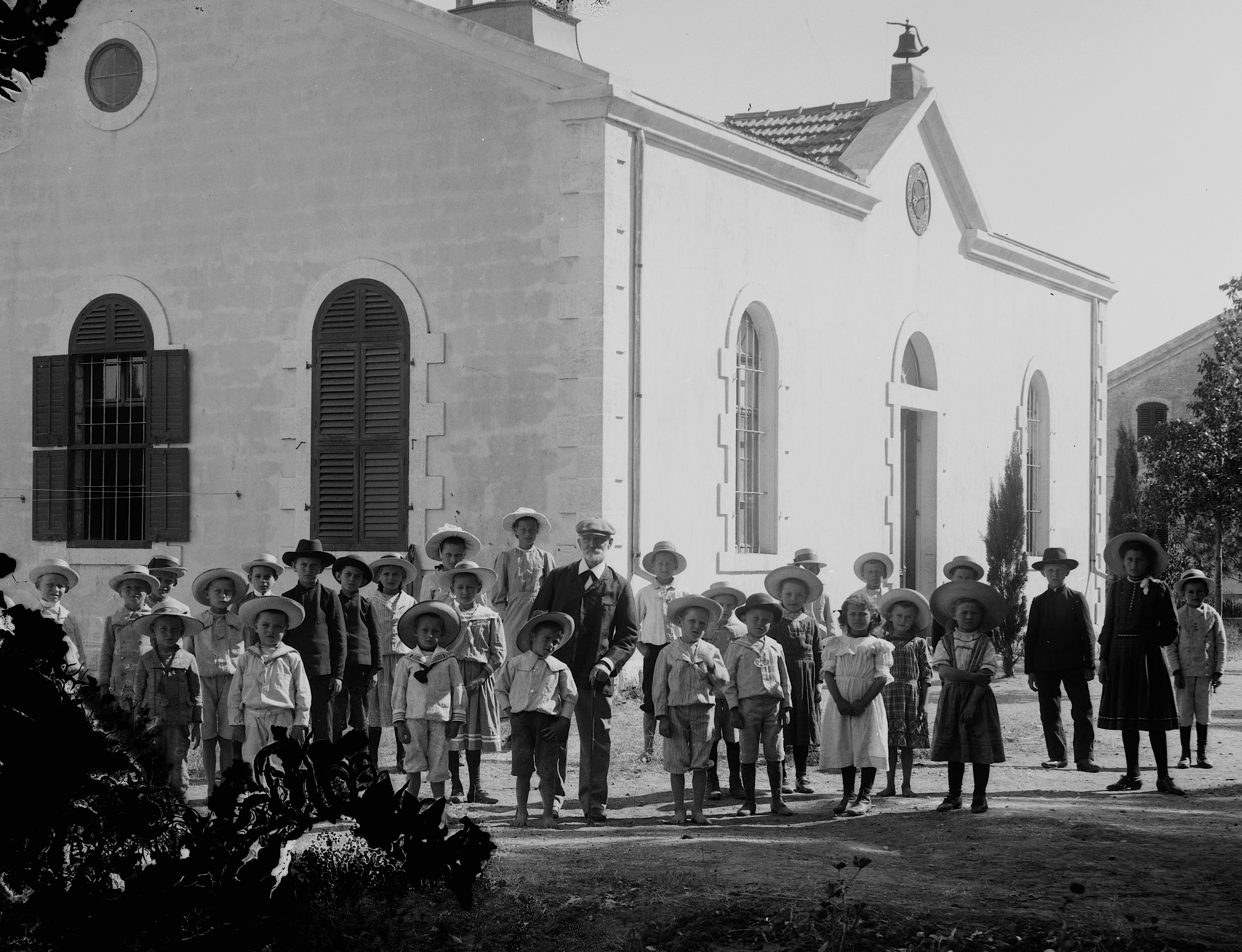
Écoliers allemands de Wilhelma devant l'école au début du XX.

Wilhelma était un village de colons allemands d'un courant proche de l'anabaptisme, la Société des Templiers, fondée au XIXe siècle par Christoph Hoffmann. L'ancien village et son domaine agricole se trouvent aujourd'hui dans le moshav de Bnei Atarot à quinze kilomètres à l'est de Tel Aviv.

## Historique
La colonie de Wilhelma est fondée en 1902. Elle est nommée ainsi en honneur de l'empereur Guillaume II (Wilhelm en allemand) venu en Palestine quelques années auparavant et en l'honneur du roi de Wurtemberg (dont est issue la grande majorité des Templiers), Guillaume II. Le village est transformé en camp d'internement à partir de novembre 1917, lorsque la Palestine ottomane est occupée par l'armée britannique, les Allemands étant considérés comme ennemis de la nation britannique. Les colons sont ensuite expulsés dans un camp près du Caire. Ils obtiennent le droit de revenir, pour un certain nombre d'entre eux, en 1920. Ils sont 215 en 1925.
La colonie cultive des céréales et des agrumes qu'elle exporte par le port de Jaffa.
Pendant la Seconde Guerre mondiale Wilhelma, comme d'autres colonies agricoles de la Société, Sarona, Bethléem de Galilée, ou Waldheim, est transformée par les autorités mandataires en camp d'internement des personnes qualifiées de populations ennemies (Allemands, Hongrois et Italiens) vivant en Palestine. Le village est entouré de barbelés et de miradors gardés par la police juive et placé sous couvre-feu. Le dernier interné sort en avril 1948. La plupart ont été expulsés en Allemagne ou pour les Templiers en Australie.

## Source
- (en) Cet article est partiellement ou en totalité issu de l’article de Wikipédia en anglais intitulé « Wilhelma, Palestine » (voir la liste des auteurs).